# Roots (album Osjana)
Roots – piąty album zespołu Osjan wydany w 1983 przez Pronit oraz w RFN przez Espe Music. Materiał nagrano w grudniu 1982. Reedycja płyty na CD ukazała się w 1997 nakładem wydawnictwa Milo Records.

## Lista utworów
1. "Rozdział I księgi wiatrów" (Osjan) – 18:34
2. "Rozdział II księgi wiatrów" (Osjan) – 16:11

- Uwagi:
  - utwór 1: wykorzystano kompozycję "Tramotana" W. Waglewskiego
  - utwór 2: wykorzystano kompozycję anonimowego kompozytora średniowiecznego oraz "Rozdz. VI Księgi deszczu" J. Ostaszewskiego

## Skład
- Jacek Ostaszewski – flety proste, kaya-kum (gayageum), głosy, chiński flet bambusowy, koreańska harfa
- Wojciech Waglewski – gitara 12-strunowa, sanza, głosy
- Radosław Nowakowski – conga, instr. perkusyjne
- Milo Kurtis – calangu, drumle, instr. perkusyjne

realizacja
- Jacek Szymański – realizacja nagrań
- Waldemar Walczyk – realizacja nagrań
- Iwona Thierry – współpraca produkcyjna i redakcja płyty

## Wydania
- 1983 Pronit (M-0017)
- 1983 Espe Music (EM 8310)
- 1997 Milo Records (MR101) (w tej edycji usunięto jeden z utworów z wersji z roku 1983)